# チャペの泉 from でんぱ組.inc
チャペの泉 from でんぱ組.inc（チャペのいずみ フロム でんぱぐみインク）は、日本の女性アイドルグループでんぱ組.incのスピンオフユニット。マネージメントは株式会社ディアステージ、レーベルはトイズファクトリー傘下のMEME TOKYO。

## 概要
2021年5月5日に行われた配信ライブ「#DSPMGOLDENFES ONLINE FINAL Chaos and Cosmos」にて結成。
時は2009年、初心に立ち返って秋葉原から古き良きでんぱ曲をお届けしていくでんぱ組.incのスピンオフユニット。キャッチコピーは「♡愛のでんぱ伝道師♡」。
グループ名はでんぱ組.incのユニット名候補の1つだったチャペの泉から付けられた。
2022年12月31日に愛川こずえがでんぱ組.incを卒業したため活動終了となった。

## メンバー
出典︰
| 名前                       | カラー         | ニックネーム | 出身地 | 誕生日   | 血液型 | 身長  | 備考        |
| -------------------------- | -------------- | ------------ | ------ | -------- | ------ | ----- | ----------- |
| 藤咲彩音 ふじさき あやね   | ブルー         | ピンキー!    | 埼玉県 | 12月7日  | O型    | 157cm |             |
| 愛川こずえ あいかわ こずえ | ライトグリーン | こずこず     | 東京都 | 10月25日 | A型    | 151cm | 元ENGAG.ING |
| 小鳩りあ こばと りあ       | パウダーピンク | りあぴ       | 福岡県 | 4月4日   | O型    | 150cm | 元ENGAG.ING |

## 歌唱レパートリー
- 愛♡舞☆ミライ！（2021年、オリジナル楽曲）[3]
- ナゾカラ（2013年）
- ムなさわぎのヒみつ?!（2015年）
- わっほい? お祭り.inc（2011年）
- ピコッピクッピカッて恋してよ（2011年）
- 愛があるから!!（2014年）
- Mirror Magic?（2008年）